# Choerodon vitta
Choerodon vitta là một loài cá biển thuộc chi Choerodon trong họ Cá bàng chài. Loài này được mô tả lần đầu tiên vào năm 1910.

## Từ nguyên
Từ định danh vitta trong tiếng Latinh mang nghĩa là "dải băng", hàm ý đề cập đến dải sọc màu nâu đỏ đặc trưng của loài cá này.

## Phạm vi phân bố và môi trường sống
C. vitta được ghi nhận dọc theo vùng biển phía bắc Úc (từ vịnh Exmouth, Tây Úc đến rạn san hô Great Barrier, Queensland), mở rộng lên vùng biển phía nam Papua New Guinea và quần đảo Aru (phía đông Indonesia).
C. vitta sống gần các rạn san hô trên nền cát phẳng, đá vụn hoặc thảm cỏ biển ở độ sâu khoảng 4–75 m.

## Mô tả
Chiều dài lớn nhất được ghi nhận ở C. vitta là 20 cm. Cá trưởng thành có màu nâu xám với một dải màu nâu đỏ từ sau mắt kéo dài đến gốc vây đuôi (màu đen ở cá con), thường theo sau dải này là một đốm đen trên cuống đuôi. Đầu có một vùng màu vàng ở má và phía sau mắt với các vệt sọc màu xanh lam óng.
Số gai ở vây lưng: 13; Số tia vây ở vây lưng: 7; Số gai ở vây hậu môn: 3; Số tia vây ở vây hậu môn: 10; Số tia vây ở vây ngực: 15; Số gai ở vây bụng: 1; Số tia vây ở vây bụng: 5.

## Sinh thái học
Thức ăn của C. vitta có thể là những loài động vật có vỏ cứng như những loài cùng chi. Loài này đôi khi bị mắc vào lưới kéo tôm ở Lãnh thổ Bắc Úc.

### Trích dẫn
- Gomon, Martin F. (2017). “A review of the tuskfishes, genus Choerodon (Labridae, Perciformes), with descriptions of three new species” (PDF). Memoirs of Museum Victoria. 76: 1–111. doi:10.24199/j.mmv.2017.76.01.